# Norberto Bobbio
Norberto Bobbio (ur. 18 października 1909 w Turynie, zm. 9 stycznia 2004 tamże) – włoski prawnik, filozof i politolog.
Działał w ruchu antyfaszystowskim, w szeregach turyńskiej grupy Sprawiedliwości i Wolności oraz Partii Akcji (Partito d'Azione); 1943 więziony. Był cenionym na całym świecie filozofem polityki, zajmującym się zwłaszcza zagadnieniami demokracji i socjalizmu.
W 1984 roku został mianowany przez prezydenta Pertiniego dożywotnim senatorem.